# Catllar
Catllar (em catalão:  Catllà) é uma comuna francesa na região administrativa da Occitânia, no departamento dos Pirenéus Orientais. Estende-se por uma área de 8,02 km². Em 2010 a comuna tinha 792 habitantes (densidade: 98,8 hab./km²).